# José Van Gucht
José Van Gucht (Brussel, 6 maart 1913 – Rebouillon, 15 januari 1980) was een Belgisch figuratief kunstschilder, tekenaar en etser.

## Levensloop
Zijn vader was grimeur en toneelkapper. José Van Gucht studeerde vanaf ca. 1929 aan de Academie voor Schone Kunsten in Brussel, onder andere bij Rodolphe Strebelle. Hij won er de interne prijs “Jean Debrucq”. Daarna studeerde hij verder aan het Hoger Instituut in Antwerpen bij Isidoor Opsomer en Pierre Paulus.
Tijdens de Tweede Wereldoorlog was hij korte tijd krijgsgevangene in Spandau. Tijdens zijn gevangenschap maakte hij tekeningen van zijn medegevangenen. In 1943 schreef hij zich in voor de Romeprijs. Hij eindigde derde na Auguste Mambour en Rik Slabbinck.
Na de Tweede Wereldoorlog begon hij een zwervend kunstenaarsbestaan. Hij trok door Europa en leefde van de verkoop van kunstwerken die hij ter plaatse maakte. Hij vestigde zich uiteindelijk in Sint-Idesbald, in een verlaten bunker, en later in Veurne.
In Veurne werd de oude herberg “Drie Koningen”, het oudste huis van Veurne, zijn woonst en atelier. Als “Muzekot” werd het gedurende enkele jaren de place-to-be voor progressieve Veurnese jongeren. Hij bouwde een nieuw atelier met grote ramen ‘El Desdichado’, langs het kanaal Veurne-Duinkerke, van hieruit schilderde hij landschappen. Hij was gekend in Veurne als de bohemien-filosoof. Toen er plannen bestonden voor de bouw van een huis voor de Walburgakerk, ging hij in hongerstaking.
Vanaf ca. 1970 had hij een galerie in Saint-Paul-de-Vence. In 1976 ging hij voorgoed in Frankrijk wonen, te Rebouillon, een dorp binnen de gemeente Draguignan in de Var.

## Oeuvre
Veurne kwam veel in beeld in zijn oeuvre : de stad zelf in al zijn aspecten, maar ook de stoeten en processies, de dorpen en stadjes uit de Westhoek, het landschap, de markten... Hij hield vooral van de oude gebouwen in Veurne. Ook tijdens zijn vele reizen ontstonden aquarellen met thematiek van de bezochte streken of steden. Zijn verste reis bracht hem in 1967 naar Indië.
Van Gucht werkte in olieverf, aquarel, sepia en maakte ook pentekeningen, dikwijls opgehoogd met grijze waterverf en rood krijt, en etsen. Hij bezat de gave om met enkele lijnen een snelle en accurate schets te maken, die hij nadien afwerkte met grove borstelstreken. Er worden veel etsen en aquarellen van hem bewaard in het prentenkabinet van de Koninklijke Bibliotheek in Brussel.

## Illustrator
Hij illustreerde “Paris” van Alfred Leroy en “Les Chimères” van Gerard de Nerval.
Voor het goede doel werkte hij mee aan twee kunstalbums. De ene reproduceert een aantal aquarellen van hem rond het thema van de Apocalyps. De uitgave was ten voordele van de lokale Don Boscoschool. De andere brengt scènes uit het Johannes-evangelie en was een uitgave van Kiwanis-Westhoek.
Zijn achterneef Cédric Van Gucht (Brussel, 1 maart 1966) is eveneens een tekenaar, kunstschilder en aquarellist die zich ook heeft gespecialiseerd in zeefdruk.

## Tentoonstellingen
- 1950, Brussel, Paleis voor Schone Kunsten (reisindrukken)
- 1955, Galerie Trianon, “West-Vlaamse kunstenaars”
- 1975, Vinkem, Kerk van Vinkem
- ca. 1977, Veurne, “De Zeven van Veurne”
- 1977, Oostende, Museum voor Moderne Religieuze Kunst, “7 x Veurne”
- 2007, Veurne, Galerie Hoge Bomen (retrospectieve)
- Landshuis, Veurne (15 december 2007 - 6 januari 2008): Zeven maal Zeven in Veurne: José Van Gucht

- RKD-Nederlands Instituut voor Kunstgeschiedenis: 101026
- Istituto Centrale per il Catalogo Unico: PALV079544
- Virtual International Authority File: 311348120